# Melville J. Salter
Melville Judson Salter (* 20. Juni 1834 in Sardinia, Erie County, New York; † 12. März 1896 in Pawnee, Kansas) war ein US-amerikanischer Politiker. Zwischen 1875 und 1877 war er Vizegouverneur des Bundesstaates Kansas.

## Werdegang
Melville Salter war der Sohn einer Farmerfamilie. Im Jahr 1852 ging er nach Kalifornien, wo er nach Gold suchte. Nach einigen Jahren zog er nach Michigan, wo er bis 1871 lebte. Dann erwarb er im Neosho County in Kansas Land. Schon bald war er in seiner neuen Heimat ein angesehener Bürger. Er wurde Präsident der Settlers’ Protective Association, die die Interessen der Siedler gegen Ansprüche der Eisenbahn und der Indianer verteidigte. Politisch war er Mitglied der Republikanischen Partei.
1874 wurde Salter an der Seite von Thomas A. Osborn zum Vizegouverneur von Kansas gewählt. Dieses Amt bekleidete er nach einer Wiederwahl vom 11. Januar 1875 bis zu seinem Rücktritt am 19. Juli 1877. Dabei war er Stellvertreter des Gouverneurs. Seit Januar 1877 diente er unter dem neuen Gouverneur George T. Anthony. Salters Rücktritt erfolgte nach seiner Ernennung zum Registrar der Katasterbehörde. Dieses Amt bekleidete er bis 1884. Er starb am 12. März 1896 in der heutigen Geisterstadt Pawnee. Seit 1856 war er mit Sarah Hinkle verheiratet, mit der er drei Söhne hatte. Seine Schwiegertochter Susanna (1860–1961) war die erste Frau in den Vereinigten Staaten, die jemals zur Bürgermeisterin einer Gemeinde gewählt wurde. Sie war in den Jahren 1887 und 1888 Rathauschefin in Argonia.